# Persephone (lutadora)
Persephone (El Paso, 3 de agosto de 2001) é uma lutadora profissional americana que trabalha para a promoção mexicana de luta livre Consejo Mundial de Lucha Libre (CMLL), interpretando uma personagem ruda ("vilã"). Anteriormente, ela se apresentava como Perse e Black Widow. Persephone já lutou usando máscara, o que é comum na lucha libre. Em 2023, no entanto, ela removeu voluntariamente sua máscara, algo muito incomum.

## Carreira
Persephone foi criada em El Paso, Texas, e luta profissionalmente desde agosto de 2016. Ela já lutou na promoção rival Lucha Libre AAA Worldwide (AAA).
No CMLL, Persephone teve uma rivalidade notável com Tessa Blanchard e geralmente interpreta uma ruda, uma personagem vilã, em contraste com os tecnicos, que são os mocinhos. Surpreendentemente, ela venceu o Campeonato de Amazonas de 2024 (título dado à melhor lutadora do CMLL) após derrotar a veterana Zeuxis na final, em 18 de outubro de 2024.
Em 11 de julho de 2025, Persephone fez sua estreia na Ring of Honor (ROH), competindo em uma luta Women's Wild Card four-way pelo título interino do Campeonato Mundial Feminino Televisivo da ROH no evento Supercard of Honor, que foi vencida por Mina Shirakawa.

## Vida pessoal
Além de ser lutadora, Persephone também possui um diploma de bacharel em cinesiologia.

## Títulos e prêmios
- Consejo Mundial de Lucha Libre
  - CMLL Universal Amazons Championship (1 vez)
- Kaoz Lucha Libre
  - Kaoz Women's Tag Team Championship (1 vez) – com Sexy Star